# Паница ди Сопра (Тренто)
Паница ди Сопра је насеље у Италији у округу Тренто, региону Трентино-Јужни Тирол.
Према процени из 2011. у насељу је живело 37 становника. Насеље се налази на надморској висини од 371 м.